# OR4F5
OR4F5‏ (Olfactory receptor family 4 subfamily F member 5) هوَ بروتين يُشَفر بواسطة جين OR4F5 في الإنسان.